# Psectra pretiosa
Psectra pretiosa is een insect uit de familie van de bruine gaasvliegen (Hemerobiidae), die tot de orde netvleugeligen (Neuroptera) behoort. 
Psectra pretiosa is voor het eerst wetenschappelijk beschreven door Banks in 1909.